# Биоминералогия
Биоминерало́гия — научная дисциплина о преобразовании минералов, протекающем в геологической среде с разнообразным участием живых организмов. Минералы находятся не только в недрах Земли, но и во всём живом на планете, включая человека. В результате биоминеральных взаимодействий за 3,8 миллиарда лет геологической истории Земли образовалось около 2 % земной коры, и в настоящее время известно около 300 биоминералов.

## Термин
«Биоминералогия — раздел учения о процессах минералообразования, трактующий механизмы переключения неорганического вещества из биологического цикла движения материи в геологический, также называемый биоминерализацией или обратно. Так как понятие минерала является единым и сквозным для всего курса минералогических проблем, описание биоминералов не является предметом биоминералогии. Оно входит неотъемлемой частью в фундаментальную характеристику соответствующих минералов.

## История
Впервые понятие биоминералогии, как самостоятельной научной дисциплины вошло в российскую науку с монографии Кораго А. А. „Введение в биоминералогию“ (1992). В дальнейшем проблемам биоминералогии большое внимание уделял академик Юшкин Н. П. На сегодняшний день объектами исследования являются биоминералы образующиеся внутри живых организмов (кости, мозговой песок, мочевые, желчные, слюнные камни), на поверхности живых организмов (раковины моллюсков, водорослей, простейших), минералы образующиеся в среде окружающей микроорганизмы (минералы матов, биоплёнок, коллойды, глинистые минералы). Юшкин Н. П. также относил к биоминералам вирусы.

## Основные положения
Существуют два противоположных мнения. Согласно, мнению геологов, минералогов, кристаллографов минералы образуются вследствие минералогенеза и организмы напрямую никак не синтезируют биоминералы. Согласно данным биологов преимущественно микробиологов биоминералы напрямую продуцируются живыми организмами и большинство минералов коллойдного и глинистого типа — продукт жизнедеятельности микроорганизмов (Чухров, 1951; Наймарк и др., 2009). Промежуточные гипотезы определяют то, что живые организмы создают среду, способствующую направленному кристаллогенезу со специфичными биоминералами в заданном и детерминируемом пространстве и количестве (Корляков, Бондарь, Морозов, 2016; Корляков, 2017).
Введенные палеонтологами термины „индуцируемой“ и „матрицируемой“ биоминерализации соответствуют различным способам накопления органического и неорганического вещества в результате жизнедеятельности организмов. Однако не всякий „индуцируемый“ и особенно „матрицируемый“ процесс завершается минералообразованием (Наймарк Е. Б., Ерощев-Шак В. А., Чижикова Н. П., Компанцева, 2009.
Типичным случаем индуцируемой (нескелетной) биоминерализации является минералогическая сторона жизнедеятельности тионовых (окисляющих) и сульфатредуцирующих бактерий. При окислении сульфидных минералов с помощью тионовых бактерий продукты деструкции сульфидов накапливаются в гипергенном растворе (представляющем собой конкретную геологическую среду) в форме кислых сульфатных комплексов типа [Me(HSO4)n]+m, которые, подвергаясь гидролизу, дают материальную основу для формирования таких минералов, как ярозит, брошантит, батлерит и др. (Яхонтова, Нестерович, 1982).
С другой стороны, в природном процессе сульфатредукции соответствующие бактерии обеспечивают генерацию сероводорода, способного далее трансформироваться в сульфидные минералы, что и фиксируется в качестве широко распространенного геологического явления, в обоих случаях индуцируемый, жизнедеятельностью бактерий процесс завершается минерализацией» (Яхонтова Л. К., Зверева В. П. Основы минералогии гипергенеза, 6.5).
Среди существующих на Земле организмов много таких, которые обладают твердыми тканями либо в виде костного скелета (позвоночные), либо в виде раковины (моллюски). Скелеты и ракушки представляют собой сложный композит минеральных и органических веществ (Кораго, 1992). Эти материалы, содержащие в своем составе те или иные минералы, уникальны по своим свойствам.
Неорганических веществ, накапливаемых в значительных количествах живыми организмами, не так много (Чиглинцев, Сокол, Нохрин, 2010). К ним относятся: карбонат кальция — из него состоят кораллы и ракушки подавляющего большинства моллюсков; оксалат кальция, встречающийся в растениях, а также у млекопитающих (например, в составе камней, образующихся в почках); кремнезём, из которого образованы скелеты большинства морских одноклеточных организмов, в частности радиолярий; сульфаты щелочноземельных металлов (встречаются в некоторых растениях и медузах); оксиды железа (присутствуют в бактериях, моллюсках, некоторых растениях) и, наконец, фосфаты кальция — основной строительный материал костей и зубов всех позвоночных животных

### Проблемы
- Биоминералообразование, как один из факторов формирования и эволюции литосферы;
- Роль процессов биоминералообразования в миграции, концентрации вещества и в формировании месторождений полезных ископаемых;
- Поисковое значение биоминералов;
- Познание механизмов минералообразования в организмах и при участии организмов, онтогенеза органоминеральных агрегатов, моделирование процессов биоминералообразования;
- Биоминеральные технологии извлечения полезных компонентов из руд;
- Биосинтез минералов и материалов на минеральной основе, биоминералургия, биоиммитация керамик, композитов и других материалов, выращивание биокристаллов;
- Биоминералы как экологические индикаторы, информационные каналы из геологического прошлого и биомаркеры;
- Биостартовая и биозащитная роль минералов, биоминералы и моделирование жизни.